# Leon Wilkeson

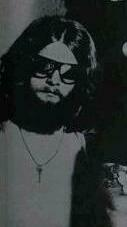
Leon Wilkeson (1977)

Leon Russell Wilkeson (*  2. April 1952 in Newport, Rhode Island; † 27. Juli 2001 in Ponte Vedra Beach, Florida) war ein US-amerikanischer Bassist, der vor allem mit der Rockgruppe Lynyrd Skynyrd Bekanntheit erlangte.

## Leben
Wilkeson lernte den späteren Lynyrd Skynyrd Sänger Ronnie Van Zant bereits im Alter von 14 Jahren kennen, als dieser für seine damalige Formation The Collegiates einen Bassisten suchte. Aufgrund von schwindenden schulischen Leistungen musste er jedoch die Gruppe auf Veranlassung seiner Eltern wieder verlassen. Wilkeson verbesserte sein Können in örtlichen Bands aber weiter, so dass er sich Anfang der 70er Jahre in Jacksonville einen Namen gemacht hatte. Als dann Van Zants aktuelle Formation Lynyrd Skynyrd einen Bassisten benötigte, trat Wilkeson der Band bei. Im Auftrag der MCA sollte es im Frühjahr 1973 zu Aufnahmen für das Debütalbum (Pronounced ’Lĕh-’nérd ’Skin-’nérd) kommen. Da sich Wilkeson aber noch zu jung für das Bandleben auf Tour fühlte, verließ er Lynyrd Skynyrd um einen Job in einer Eisfabrik anzunehmen. Nach Abschluss der Aufnahmen überlegte er es sich jedoch anders und konnte zur Gruppe zurückkehren. Wilkeson blieb bei der Formation bis zu ihrem Flugzeugabsturz im Oktober 1977, bei dem auch er schwere körperliche Verletzungen davontrug. Insbesondere sein linker Arm war nicht wieder komplett herzustellen.
Wilkeson nahm 1979 an den Aufnahmen zu Contraband der Rockgruppe Alias teil, bevor dann Ende des Jahres die überlebenden Mitglieder Lynyrd Skynyrds die Rossington-Collins Band formierten. Es kam zu den beiden Studioalben Anytime, Anyplace, Anywhere und This is the Way, bevor die Gruppe als Allen Collins Band weitermachte und 1983 noch Here, there and back veröffentlichte. Anschließend war Wilkeson kurz Teil der Band Vision, bevor er 1987 bei der Reformation Lynyrd Sknynyrds wieder am Bass vertreten war. Er war festes Mitglied der Gruppe und machte bis zu seinem Tod 2001 an zahlreichen Plattenveröffentlichungen und Tourneen mit. Am 27. Juli 2001 wurde er tot in seinem Hotelzimmer in Ponte Vedra Beach, Florida aufgefunden. Trotz chronischer Leber- und Lungenprobleme wurden als Todesursache natürliche Umstände angenommen.
Auf dem 2003 von Lynyrd Skynyrd veröffentlichten Album Vicious Cycle ist das Lied Mad Hatter als Ehrung enthalten. Wilkeson hatte die Angewohnheit bei Konzerten farbenfrohe Hüte zu tragen. Wilkeson war in vierter Ehe verheiratet.

## Diskografie

### Rossington Collins Band
- Anytime, Anyplace, Anywhere, 1980
- This is the Way, 1982

### Allen Collins Band
- Here, there and back, 1983

### Alias
- Contraband, 1979[8]

### Vision
- Mountain in the Sky. 1984[9]

### The Bobaloos
- The Bobaloos, 2000[10]